# St. Pankratius (Kaisersesch)

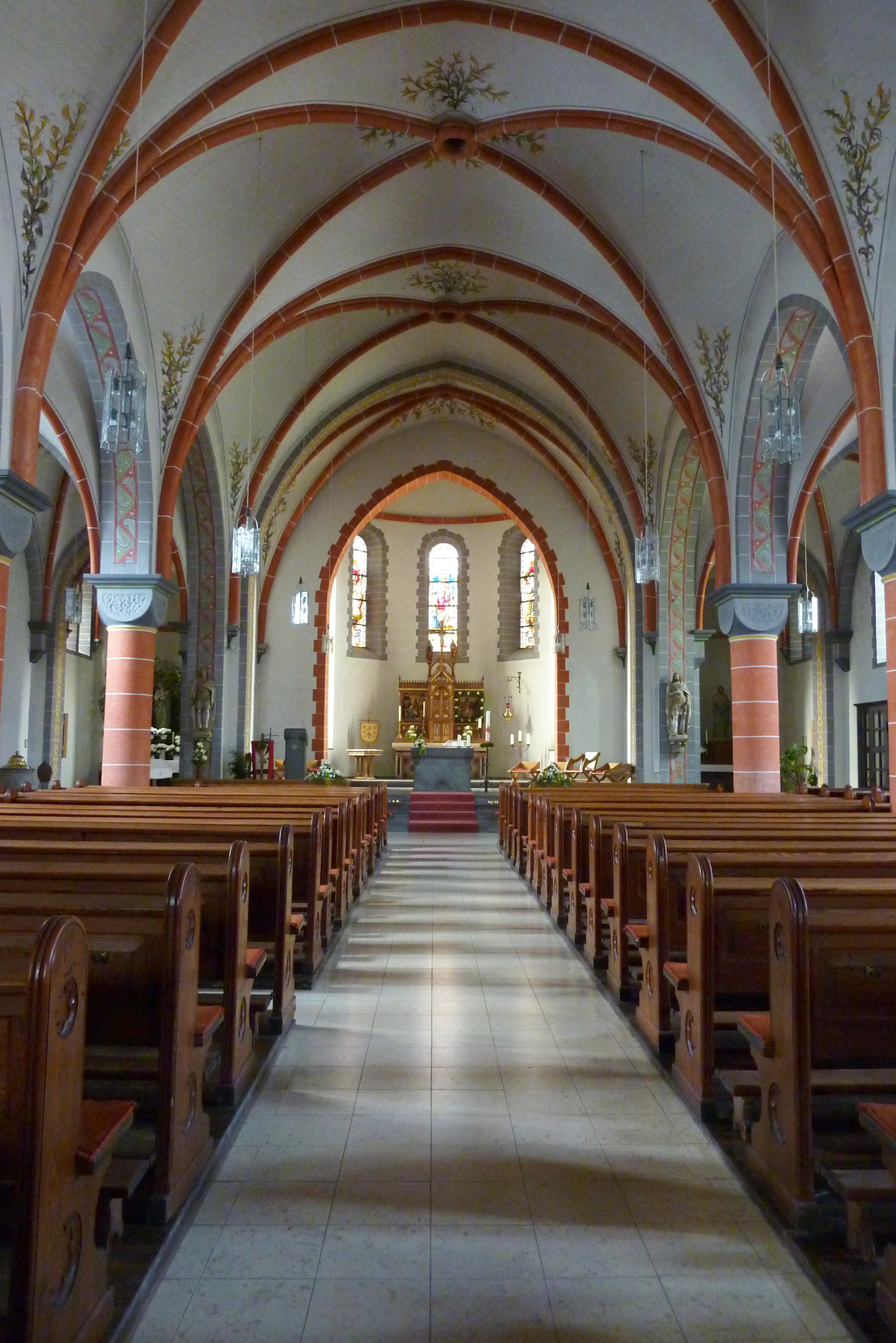
Innenansicht

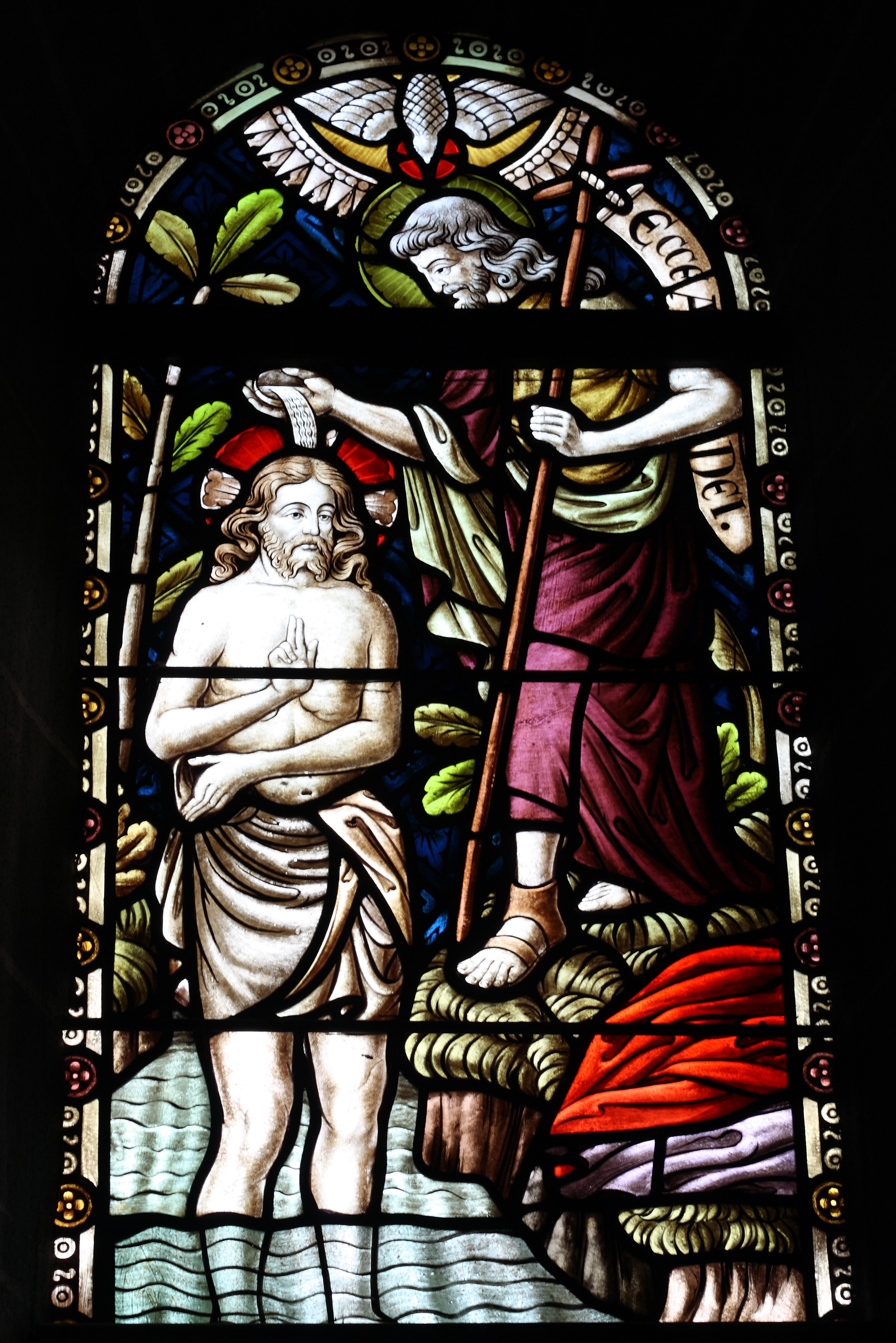
Fenster mit der Darstellung der Taufe Jesu

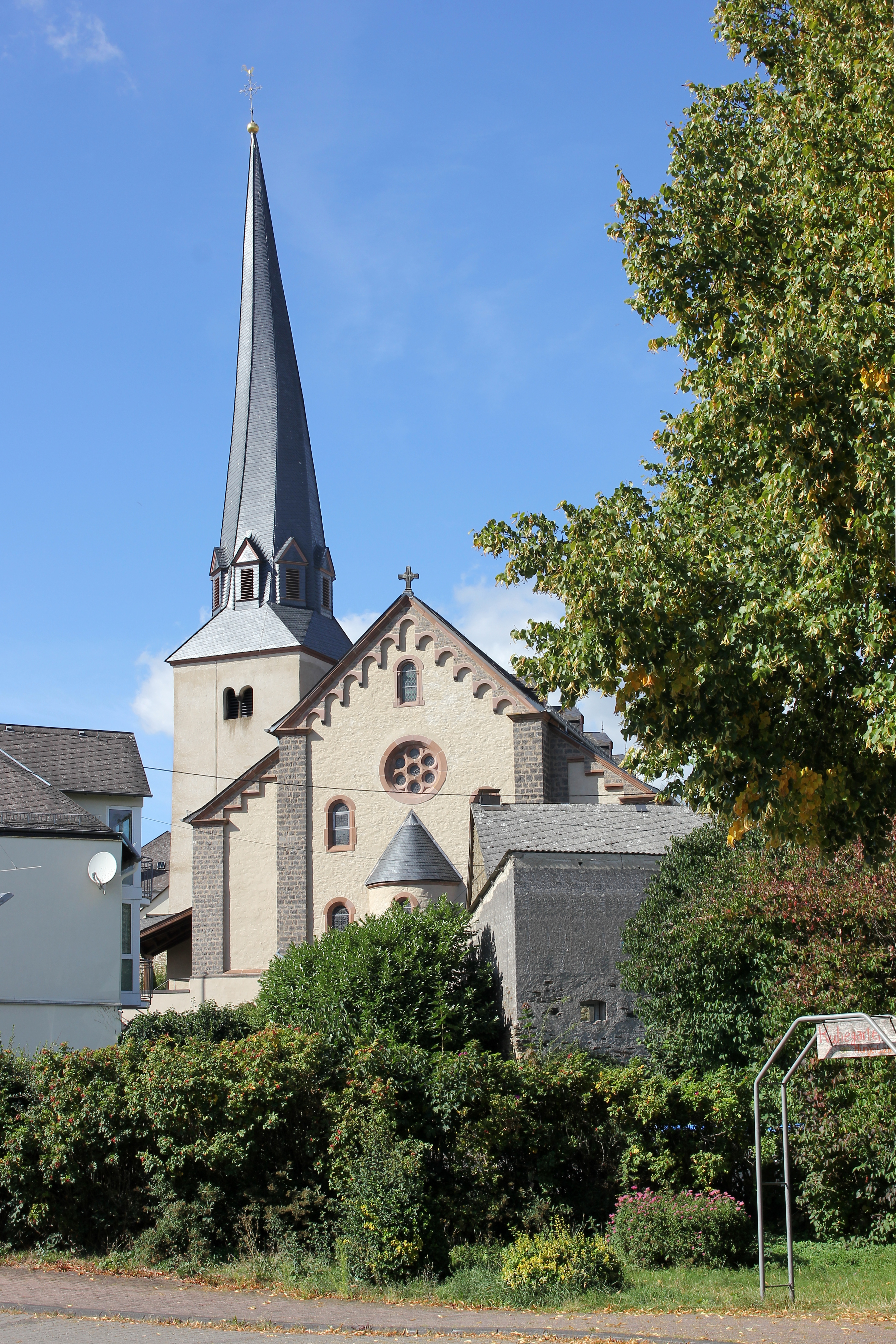
St. Pankratius, Blick von Südosten

St. Pankratius im rheinland-pfälzischen Kaisersesch ist eine katholische Pfarrkirche. Die neuromanische Stufenhalle in der Balduinstraße wurde zwischen 1898 und 1900 vom Architekten Lambert von Fisenne entworfen. Die Pfarrkirche ist Sitz der Pfarreiengemeinschaft Kaisersesch. Sie gehört zum Dekanat Cochem im Bistum Trier.
Im Mittelalter gehörte Kaisersesch ursprünglich zum Hambucher Pfarrbesitz der Benediktinerabtei Prüm. Dieser fiel 1251 an das Zisterzienserinnenkloster Rosenthal bei Binningen. Ein Jahr nach der Stadtrechtsverleihung von 1321 wurde die Pankratiuskirche dann aus dem Hambucher Bezirk herausgelöst und erhielt eigene Pfarrrechte zugesprochen.

## Geschichte
Mit der Erhebung zur Pfarrei wurde 1321/22 eine Kirche gebaut und wie die alte Kapelle von Esch dem heiligen Pankratius geweiht. In den Jahren um 1700 wurde sie baufällig und 1778 erneuert. Dieser Neubau war mit dem Chor nach Norden ausgerichtet; der Turm stand bündig mit der Südfront an der Westseite der Kirche. Hochaltar, Seitenaltäre und Kanzel wurden 1789 von Kurfürst und Erzbischof Clemens Wenzeslaus geweiht. 1899/1900 entstand wieder ein Neubau, unter Einbeziehung des alten Turms.

## Ausstattung
Die wahrscheinlich ältesten erhaltenen Stücke der Ausstattung sind zwei Kruzifixe, eins aus dem 17. Jahrhundert, 1,10 Meter hoch, und ein anderes aus der Zeit um 1700, 1,05 Meter hoch.  Erhalten ist außerdem eine 90 Zentimeter hohe Madonna mit Kind vom Anfang des 18. Jahrhunderts.
Zu den liturgischen Gewändern von St. Pankratius gehören zwei aus dem kölnischen Raum stammende Kaseln, beide aus dem 16. Jahrhundert. Auf dem Vorderstab des einen Messgewandes sind unter anderem der heilige Bartholomäus und Johannes der Täufer dargestellt. Der Rückenstab enthält ein Kruzifix mit der Überschrift „Pater in manus tuas“ (Vater, in Deine Hände), unter dem Kreuz Maria, gestützt von Johannes, links und rechts die Lanze, mit der Jesus durchbohrt wurde, und der Stab mit dem Essigschwamm. Das Bild ganz unten zeigt die hl. Barbara. Die Köpfe der Figuren sind in Seidenstickerei ausgeführt. Das andere, rote Messgewand besteht aus Brokat; die Figuren sind aufgenäht und zum Teil in Seide gestickt, auf der Vorderseite die heilige Katharina und der heilige Pankratius. Der Rückenstab zeigt Jesus am Kreuz, links neben dem Arm als Halbfigur Maria und rechts ein Engel mit dem Spruchband „Ave Maria“, oben der Evangelist Matthäus als Verkünder der Passion. Zu Füßen Jesu sind Maria, zwei Frauen und der Hauptmann dargestellt, ganz unten König David und Prophetenköpfe.

## Fenster
Die Bleiglasfenster wurden 1903 bis 1912 von der Glasmalerei Wilhelm Heinrich Jansen in Trier gefertigt.

## Turm
Der Flankenturm im Westen stammt vom Anfang des 14. Jahrhunderts und hat romanische Formen. Die Besonderheit ist ein 24 Meter hoher Turmhelm, dessen Konstruktionsbalken unter Drehung gesackt sind, ähnlich wie bei der Kirche St. Clemens in Mayen. Am 26. Juli 2013 wurde die Turmspitze abgebaut, da die Holzkonstruktion verfault war und erneuert werden musste. Hinzu kam, dass der 1952 errichtete Glockenstuhl und die Schwingungen der im gleichen Jahr angeschafften Stahlglocken die Turmkonstruktion beeinträchtigt hatten. Im Jahr 2014 erhielt die Kirche einen neuen Turmdachstuhl, der wieder die typische Krümmung aufweist, sowie drei neue Bronzeglocken.